# Białka (Maków Podhalański)
Białka ist eine Ortschaft mit einem Schulzenamt der Gemeinde Maków Podhalański im Powiat Suski der Woiwodschaft Kleinpolen in Polen.

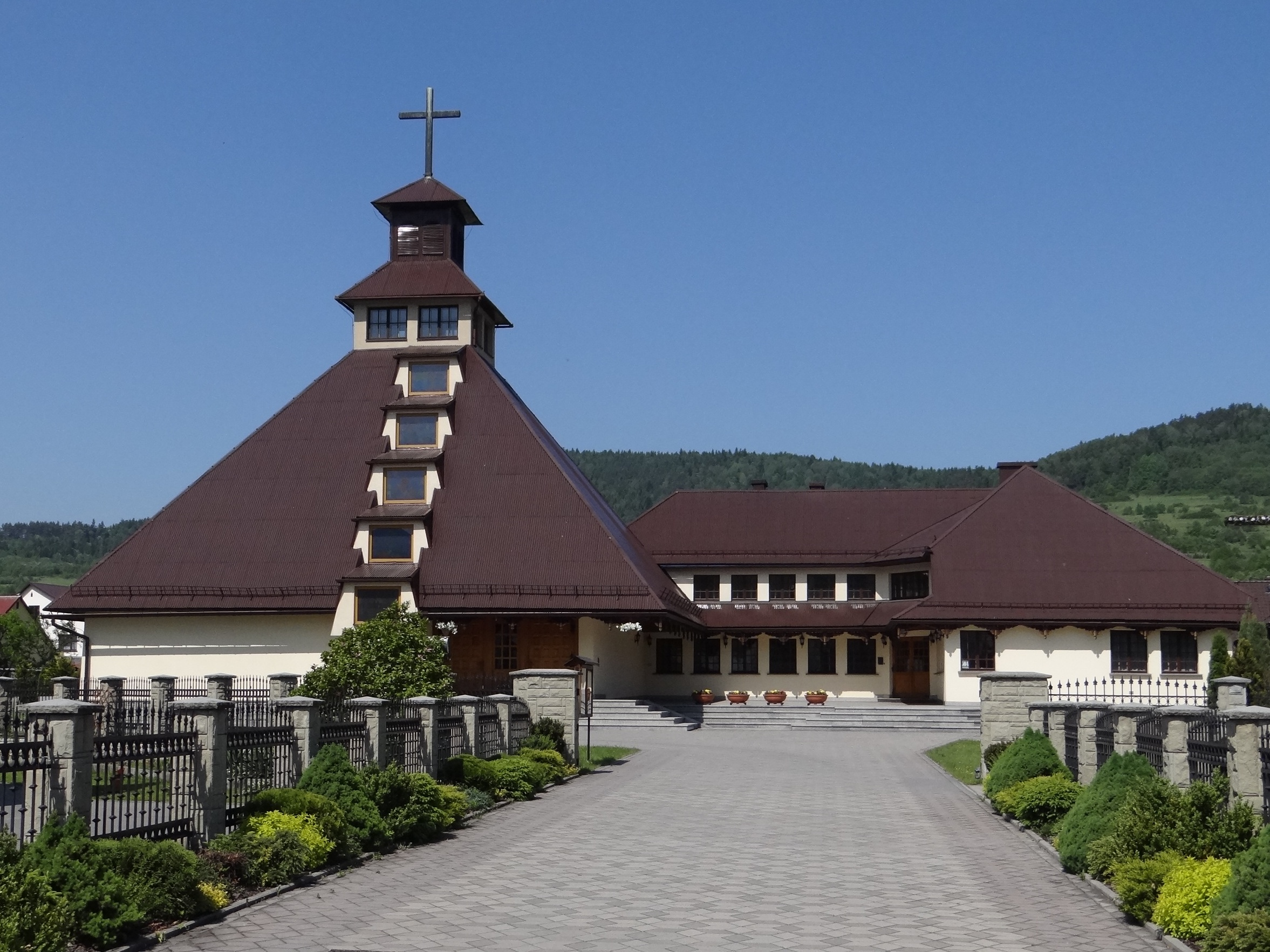
Ortskirche

## Geographie
Der Ort liegt am linken Ufer des Flusses Skawica, in der Nähe ihrer Mündung in die Skawa (im Nordosten), in den Saybuscher Beskiden. Die Nachbarorte sind die Stadt Maków Podhalański im Norden, Żarnówka im Nordosten, Juszczyn im Osten, Skawica im Südwesten, sowie Grzechynia im Westen.

## Geschichte
Das Dorf in der Starostei von Burg Lanckorona wurde im Jahr 1564 im Satz Villa Biała nowo osadzona (…) na rzece Biały (neugegründetes Dorf am [gleichnamigen] Fluss Biały) erstmals urkundlich erwähnt.
Bei der Ersten Teilung Polens wurde das Dorf 1772 Teil des neuen Königreichs Galizien und Lodomerien des habsburgischen Kaiserreichs (ab 1804). Ab 1782 gehörte es dem Myslenicer Kreis (1819 mit dem Sitz in Wadowice). Nach der Aufhebung der Patrimonialherrschaften bildete es nach 1850 eine Gemeinde im Bezirk Myślenice. Ab 1839 gehörte es mit den Gütern von Maków zur Familie Saint Genois d`Anneacourt, ab 1878 im Besitz der Teschener Habsburger (Albrecht von Österreich-Teschen).
1918, nach dem Ende des Ersten Weltkriegs und dem Zusammenbruch der k.u.k. Monarchie, wurde Białka, mit Ausnahme der Zeit der Besetzung Polens durch die Wehrmacht im Zweiten Weltkrieg, Teil Polens. Es gehörte dann zum Distrikt Krakau des Generalgouvernements.
Von 1975 bis 1998 gehörte Białka zur Woiwodschaft Bielsko-Biała.